# 哥特人之柱

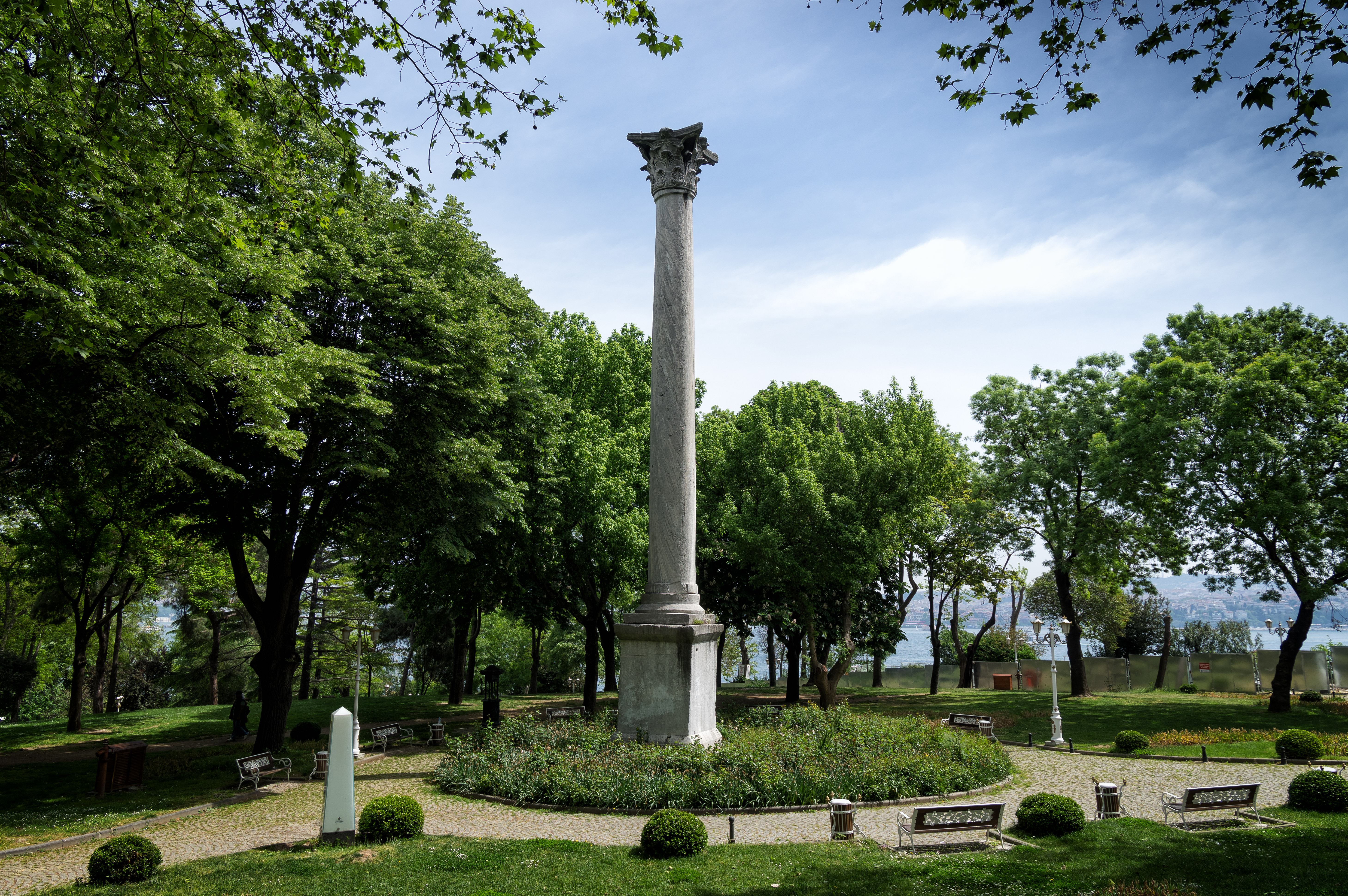

哥特人之柱（土耳其語：Gotlar Sütunu）是一根羅馬勝利柱，歷史可追溯至公元三或四世紀，位於伊斯坦布爾的居尔哈尼公园。這根柱子高18.5公尺高，是科林斯式柱頭。